# شوروود فورست (ایندیانا)
شوروود فورست (به انگلیسی: Shorewood Forest) یک منطقهٔ مسکونی در ایالات متحده آمریکا است که در شهرستان پرتر، ایندیانا واقع شده‌است. شوروود فورست ۵٫۸ کیلومتر مربع مساحت و ۲٬۷۰۸ نفر جمعیت دارد و ۲۲۰ متر بالاتر از سطح دریا واقع شده‌است.